# Aleucosia directa
Aleucosia directa är en tvåvingeart som beskrevs av Yeates 1991. Aleucosia directa ingår i släktet Aleucosia och familjen svävflugor.
Artens utbredningsområde är New South Wales. Inga underarter finns listade i Catalogue of Life.